# Casa a l'avinguda Pompeu Fabra, 24 (la Pobla de Claramunt)
La Façana a l'avinguda Pompeu Fabra és una obra amb elements modernistes i noucentistes de la Pobla de Claramunt (Anoia) inclosa a l'Inventari del Patrimoni Arquitectònic de Catalunya.

## Descripció
Casa interessant, a part dels elements constructius-decoratius que remarquen finestres i portes tant a la planta baixa com al primer pis, per presentar una decoració amb esgrafiats centrada al primer pis i a una mena de fris que recorre la façana.
La decoració representada en aquests esgrafiats consisteix en motius vegetals florals i com una mena de volutes a la part superior dels balcons.
La façana és coronada per una balustrada.

## Història
És del primer quart de segle xx.